# 长梗密脉木
长梗密脉木（学名：Myrioneuron tonkinense f. longipes）为茜草科密脉木属越南密脉木下的一个变型。

## 扩展阅读
- 維基物種上的相關：长梗密脉木